# Marlon Tapales
Marlon Tanan Tapales (Tubod, 23 marzo 1992) è un pugile filippino.
Soprannominato "Maranding Nightmare" (L'incubo di Maranding), è stato detentore del titolo mondiale WBO dei pesi gallo dal 2016 al 2017.

## Carriera professionale
Tapales compie il suo debutto da professionista il 18 luglio 2008, sconfiggendo il connazionale Nestor Gamolo per KO tecnico dopo due riprese.
Il 27 luglio 2016 affronta il campione WBO thailandese Pungluang Sor Singyu (52-3, 35 KO) in un match titolato. Dopo aver subito due atterramenti al quinto round per via di pugni al corpo, Tapales inizia una rimonta e all'undicesimo round si aggiudica a gran sorpresa il match infliggendo un KO all'avversario. Il filippino si laurea così campione iridato per la prima volta in carriera, unendosi ai tre connazionali Donaire, Nietes e Casimero già detentori di titoli del mondo.
Ancora prima di difendere il titolo, viene privato della cintura il 22 aprile 2017 durante le operazioni di peso per una rivincita contro Shōhei Omori, per non aver rispettato i limiti imposti dalla federazione. L'incontro, svoltosi il giorno seguente, vede Tapales trionfare per KO tecnico all'undicesima ripresa. I numerosi problemi col taglio del peso del filippino lo portano più tardi a dichiarare il proprio ingresso nei supergallo.